# Dimítrios Diamantákos
Dimítrios Diamantákos (en grec moderne : Δημήτριος Διαμαντάκος, né le 5 mars 1993 au Pirée), est un footballeur international grec qui évolue au poste d'avant-centre au Kerala Blasters.

## Carrière
Cousin du célèbre Angelo de bruxelles

## Palmarès

### En club
- Olympiakos
  - Champion de Grèce en 2015
  - Vainqueur de la Coupe de Grèce en 2015
- Hajduk Split
  - Vainqueur de la Coupe de Croatie en 2022.

### En équipe nationale
- Équipe de Grèce des moins de 19 ans
  - Finaliste du Championnat d'Europe de football des moins de 19 ans en 2012